# ميزتيزيز جونيور
ميزتيزيز جونيور هو (من مواليد 2 أغسطس 1993) يمتاز بكونه أينماسكرادو بالإسبانية enmascarado 'لوتشادور luchador ، مكسيكي أو مصارع محترف مقتع ، المعروف سابقا باسم اسم الحلبة أنجيلكال . وهو حاليًا بموجب عقد مع Lucha Libre AAA Worldwide ، حيث إنه بطل AAA الفرق الثلاثية في فترة حمله الثانية للقب .
ويشتهر ميزتيزيز جونيور بأنه مصارع من الجيل الرابع، وهو ابن المصارع أبوستول جونيور وهو شقيق المصارع المحترف بانديدو وابن عم ماجيا بلانكا. اسمه الحقيقي ليس معروف كما هو الحال في كثير من الأحيان مع المصارعين المقنعين في المكسيك. 

## مهنة مصارعة المحترفين
في عام 2012 ، ظهر أنجيلكال لأول مرة في الاتحادات المحلية المستقلة مع في مباراة فرق ست رجال مع المصارعين كروس فاير و ستوكيتا التي خسرها أمام فريق دارك سايد وفريق (هيفي بوي وإيبيديميك).

### تربل ايه لوتشا لايبري ورلد وايد (2017 إلى الوقت الحاضر)
في عام 2017 ، بدأ أنجيلكال في العمل بدوام جزئي لصالح أتحاد لوتشا ليبري تربل إيه ورلد وايد (AAA) ، حيث صارع في المباراة الأولى أو الثانية في مباراة فرق مع تشارلي مادريد وتايجّر و لكنه خسر امام إنجيل مورتال جونيور وكانيبال جونيور وتايجر بوي .  في 26 أغسطس 2017 ، ظهر انجليكال لأول مرة في عرض تريبلمانيا بنسخته الخامس والعشرون حيث صارع في فريق مع إيل هيخو ديل فايكنجو وذا تيجر ولهزيمة انجل مورتال وتايجر بوي وفيلانو الثالث في نهائي بطولة مفتاح المجد La Llave a la Gloria . في نفس الليلة، كان من الفائزين في البطولة إلى جانب آشلي وإيل هيجو ديل فايكينجو، ولكن مع ذلك، أعلن مدير المواهب في اتحاد تربل ايه فمبيرو أن الأربعة عشر النهائين سيحصلون جميعًا على عقد حصري مع الاتحاد
في 18 نوفمبر، 2018 ، تعاون مع إيل هيخو ديل فايكنجو و لاريدو كيد لهزيمة فريق El Nuevo Poder del Norte ( كارتا برافا جونيور ، تيتو سانتانا و موشو كوتا جونيور ) ، في نفس الليلة، تحدي كل من انجليكال وكيد و كيكنجو ابطال التربل ايه للفرق الثلاثية كجزء من العرض. في ديسمبر 2018 ، في عرض Guerra de Titanes ، قبل القتال على الألقاب، أعطى لا باركا انجليكال قناع جديد، وهذا غير اسمه إلى ميزيتزيز جونيور لاحقًا، هزم الثلاثي فريق El Nuevo Poder del Norte للفوز ببطولة AAA للفرق الثلاثية . 

## في وسائل الإعلام الأخرى
في أواخر صيف عام 2019 ، كان ميزيتزيز جونيور . أحد المشاركين في النسخة المكسيكية من برنامج إيكساثلون Exathlon الرياضي الواقعي، كان ميزيتزيز. جزءًا من فريق إيكساثلون «المشاهير / الرياضي» ، حيث تنافس مع فريق من الهواة الذين ظهروا في العديد من أيام في الأسبوع على محطة التلفزيون المكسيكي أزتيكا أونو . 

## البطولات والإنجازات
- أتحاد تربل ايه لوتشا لايبري ورلد وايد
  - بطولة AAA الفرق الثلاثية ( مرتين ، حاليًا) - مع إيل هيخو ديل فايكينجو و لاريدو كيد [3]
  - بطولة Llave a la Gloria مفتاح الحياة– مع اشلي وايل هيخو ديل فايكينجو

## روابط خارجية
- ميزتيزيز جونيور على موقع CageMatch worker (الإنجليزية)